# Danielle Moné Truitt
Danielle Moné Truitt (Sacramento (Californië), 2 maart 1981) is een Amerikaans actrice. 

## Biografie
Truitt werd geboren en groeide op in Sacramento (Californië), en hier werd zij in 2000 gekroond tot Miss Black Sacramento. In 2004 studeerde zij af in theaterwetenschap en dans aan de California State University - Sacramento. Na haar afstuderen werkte zij kort in het bankwezen, om daarna deel te nemen aan een lokale theater waar haar acteercarrière begon. Truitt was van 2007 tot en met 2021 getrouwd waaruit zij twee kinderen heeft. 
Truitt begon in 2005 met acteren in de film Fugitive Hunter, waarna zij nog meerdere rollen speelde in films en televisieseries. 

## Filmografie

### Films
Uitgezonderd korte films.
- 2014 ETXR - als Kay
- 2013 Stolen Moments - als Erin
- 2009 See Dick Run - als
- 2009 The Princess and the Frog - als Georgia (stem)
- 2009 Benny Bliss and the Disciples of Greatness - als koorzangeres
- 2005 Fugitive Hunter - als Patrice

### Televisieseries
Uitgezonderd eenmalige gastrollen.
- 2021-2023 Law & Order: Organized Crime - als brigadier Ayanna Bell - 51 afl.
- 2021-2022 Law & Order: Special Victims Unit - als brigadier Ayanna Bell - 4 afl.
- 2020 Deputy - als Charlie Minnick - 12 afl.
- 2017 Rebel - als Rebecca 'Rebel' Knight - 9 afl.